# Listă de procurori români
Aceasta este o listă de procurori români:
- Ioan Amarie
- Sergiu Andon
- Mircea Andrei
- Silviu Barbu
- Barbu Bellu
- Alina Bica
- Emil Bobu
- Vladimir Bodescu
- Grigore Mithridate Buiucliu
- Nicolae Corodeanu
- Petru Dobra
- Dem I. Dobrescu
- Fotin Enescu
- Nicolae Gane
- Ștefan Dimitrie Grecianu
- Constantin Hamangiu
- Marius Iacob[1]
- Gheorghe Iancu
- Gábor Kozsokár
- Grigore Lăpușanu
- Alexandru Lele
- Monica Macovei
- Titu Maiorescu
- Gheorghe Mironescu
- Ștefan Mitroi
- Ioan Moldovan
- Daniel Morar
- Mihnea Motoc
- Leon Negruzzi
- Norica Nicolai
- Alexandru Odobescu
- Cristian Panait
- Alexandru Pantea
- Alexandru Papiu-Ilarian
- Ilie Picioruș[2][3]
- George Pomuț
- Constantin Sărățeanu
- Aurel Sava
- Ștefan Somodi
- Gheorghe Șpaiuc
- Constantin I. Stoicescu
- Marcel Sâmpetru
- Tudorel Toader
- Doru Țuluș
- Jean Nicolae Uncheșelu[4][5][6]
- Doru-Viorel Ursu
- Dan Voinea
- Alexandru D. Xenopol
- Aurel Zegreanu

Procurori generali ai României‎
- Augustin Alexa
- Ilie Botoș
- Nicolae Cochinescu
- Mircea Criste
- Joița Tănase
- Laura Codruța Kövesi
- Nicolae Popovici (jurist)
- Gheorghe Robu
- Anton Tatu Jianu
- Alexandru Voitin
- Dimitrie Volanschi